# 플랑크 입자
플랑크 입자는 물리학자 막스 플랑크의 이름을 딴 입자로 슈바르츠실트 반지름이 콤프턴 파장과 같은 작은 블랙홀로 정의된 가설상의 입자이다. 이 입자의 질량은 플랑크 질량에 가까우며, 콤프턴 파장과 슈바르츠실트 반지름은 플랑크 길이와 같다. 플랑크 입자는 종종 플랑크 길이와 플랑크 질량의 정의를 설명하는 데 사용된다. 이 입자는 플랑크 시대 동안 우주의 진화를 설명하는 일부 모델에서 사용하기도 한다.
예를 들어 양성자와 비교할 경우 플랑크 입자는 반지름이 양성자의 10−20배 정도로 매우 작으며, 플랑크 입자의 질량은 양성자의 질량의 1019배이다. 이 플랑크 입자는 호킹 복사 때문에 5 × 10-39 초 후에는 증발해서 사라질 것이다.

## 유도
플랑크 입자의 가장 정석적인 정의는 콤프턴 파장이 슈바르츠실트 반지름과 같은 입자라고 하는 것이다. 이는 다음과 같은 관계식으로 세울 수 있다.
{\displaystyle \lambda ={\frac {h}{mc}}={\frac {2Gm}{c^{2}}}}
따라서, 이 입자의 질량은 다음과 같이 유도할 수 있다.
{\displaystyle m={\sqrt {\frac {hc}{2G}}}}
이 질량은 플랑크 질량보다 {\displaystyle {\sqrt {\pi }}}배 더 크며, 플랑크 입자의 질량은 플랑크 질량보다 1.772배 더 무겁다.
이 입자의 반지름은 콤프턴 파장과 같다.
{\displaystyle r={\frac {h}{mc}}={\sqrt {\frac {2Gh}{c^{3}}}}}

## 성질
위에서 유도한 바에 따라 보편상수 h, G, c를 이 입자의 질량과 반지름 등으로 바꿔서 사용할 수 있다. 이 구형 입자가 균일한 밀도를 가진다고 가정하면, 부피와 밀도를 추가로 얻을 수 있다.
| 단위   | 차원  | SI 단위로 나타낸 수치 |
| ------ | ----- | --------------------- |
| 질량   | M     | 3.85763×10−8 kg       |
| 반지름 | L     | 5.72947×10−35 m       |
| 부피   | L3    | 7.87827×10−103 m3     |
| 밀도   | M L−3 | 4.89655×1094 kg m−3   |
| 수명   | T     | 4.826512×10−39 s      |

## 같이 보기
- 마이크로 블랙홀
- 플랑크 단위
- 막스 플랑크
- 전자 블랙홀